# Audley Harrison
Audley Hugh Harrison  (ur. 26 października 1971 w Londynie) – brytyjski bokser. Podczas igrzysk olimpijskich w Sydney (2000) został pierwszym w historii brytyjskim pięściarzem, który zdobył złoty medal w wadze superciężkiej. Od 2001 roku walczy zawodowo. Były mistrz Europy EBU (2010) w wadze ciężkiej.

## Warunki fizyczne
Wzrost Brytyjczyka wynosi 1,97 m, zasięg 2,18 m, natomiast jego przeciętna masa ciała waha się w okolicach 116 kg.

## Kariera amatorska
Karierę rozpoczął w Repton Amateur Boxing Club w Bethnal Green (Londyn). W roku 1997 został mistrzem Wielkiej Brytanii w wadze superciężkiej, kiedy to pokonał w finale Nicka Kendalla. W następnym roku obronił tytuł, wygrywając z Deanem Redmondem, a także zdobył złoty medal podczas Igrzysk Wspólnoty Narodów w Kuala Lumpur. W finale tych zawodów zwyciężył Michaela Macquae'a z Mauritiusu. W 2000 roku – podczas igrzysk olimpijskich w Sydney – Harrison zdobył złoty medal po zwycięstwie na punkty nad Kazachem Muchtarchanem Dyldäbekowem.

## Kariera zawodowa
Na zawodowstwo przeszedł w 2001 roku po podpisaniu kontraktu z BBC Sport. W październiku 2009 roku wygrał brytyjski turniej Prizefighter. W kwietniu 2010 roku został czempionem Europy organizacji EBU w wadze ciężkiej po znokautowaniu (12 runda) swojego rodaka Michaela Sprotta. Zaledwie dwa miesiące później Harrison zrezygnował z tytułu, ogłaszając zamiar zdobycia mistrzostwa świata. Niedługo po tym zawodnik zaczął negocjacje z Hayemaker Promotions. Rozmowy zakończyły się podpisaniem kontraktu na walkę o tytuł mistrza świata WBA przeciwko dzierżącemu pas Davidowi Haye'owi. Odbyła się ona 13 listopada 2010 roku w MEN Arena w Manchesterze. Harrison przegrał przez techniczny nokaut w trzeciej rundzie.
27 kwietnia 2013 w Sheffield, przegrał przez techniczny nokaut w pierwszej rundzie	z Amerykaninem	Deontayem Wilderem (27-0, 27 KO). W marcu 2015 oficjalnie ogłosił zakończenie kariery.